# Джо Завінул
Джо Завінул (англ. Joe Zawinul, повне ім'я нім. Josef Erich Zawinul; 7 липня 1932, Відень — 11 вересня 2007, Відень) — джазовий клавішник і композитор. Один з основоположників стилю джаз-ф'южн, джаз-року та ворлд мюзік, засновник груп «Weather Report» і «The Zawinul Syndicate». Був учасником групи Майлза Девіса. Одним з перших клавішників використовував синтезатори.

## Життєпис
Патріарх світового джаз-року, володар трьох Grammy Джо Завінул народився в 1932 році у Відні. У його жилах текла змішана кров чесько-угорського цигана — так само як і в його роботах, можна знайти елементи латиноамериканської, африканської, карибської, турецької музики. Завінул здобув класичну освіту по класу фортепіано і композиції, закінчив Віденську консерваторію. Проте захопився американським джазом і в 1952 році створив свій ансамбль. Через п'ять років його запросили до Америки як переможця конкурсу на стипендію джазового коледжу Berklee School і невдовзі прийняли до оркестру сурмача Майнарда Фергюсона, де він, зокрема, виступав разом з відомою вокалісткою Дайною Вашінгтон. Потім був квінтет Джуліана Кеннонболла Еддерлі, де Завінул одним з перших застосував електронні клавішні інструменти, а пізніше став одним з головних фахівців у світі по використанню синтезаторів. Потім Завінул створив свій знаменитий джазовий ансамбль Weather Report, куди запросив відомий джазовий саксофон Вейна Шортера.
Деякі композиції Джо Завінула (такі як «Mercy, Mercy, Mercy» середини 1960-х, «Birdland» 1970-х) негайно ставали джазовими стандартами. Після того, як в 1985 році легендарна група розпалася, він організував групу The Joe Zavinul Syndicate, що більше тяжіє до так званої world music. А в 1987 році Завінул написав симфонію Stories of the Danube, в якій реалізував себе як майстер великої класичної форми, як людина європейської культури.
Те, що грав Завінул наприкінці життя, мало схоже на джаз, але сам він заявляв ще років 20 тому, що це джаз, просто з новими звуками, інструментами, елементами. Він відкидав будь-які стилістичні ярлики, які вішали на нього критики. І мав на це повне право: адже він створив власний різновид мистецтва.
Боксер, футболіст, посол доброї волі Австрії в Африці — це теж все про Завінула. Бокс був його улюбленим видом спорту. У 1970-1980-і Завінул тренував американських боксерів, був помічником головного тренера, працював на боях найвищого рівня. «Я сам досі боксую, вже понад 35 років. І боксуватиму навіть в день своєї смерті» — говорив він.
Великий американський джазист і австрійський громадянин, Джо Завінул став чимось на зразок пророка і філософа для сучасної музики. З його ім'ям пов'язані блискучі сторінки джазу 1960-х, з ним же пов'язані записи кінця 1960-х, які багатьма називаються смертю джазу, і з його ж ім'ям безпосередньо пов'язано явище, яке вважається новим витком розвитку джазу.